# Eocrex primus
Eocrex primus — викопний вид журавлеподібних птахів пастушкових (Rallidae), що існував в еоцені в Північній Америці. Рештки птаха знайдені у штаті Вайомінг. Відомий з єдиного фрагмента кінцівки, описаний по рештках правого тибіотарсуса.

## Оригінальна публікація
- A. Wetmore. 1931. Two primitive rails from the Eocene of Colorado and Wyoming. Condor 33(3):107-109